# 馬爾加鄉 (卡拉什-塞維林縣)
馬爾加鄉（羅馬尼亞語：Comuna Marga, Caraș-Severin），是羅馬尼亞的鄉份，位於該國西南部，由卡拉什-塞維林縣負責管轄，面積54平方公里，海拔高度411米，2007年人口1,254，人口密度每平方公里23人。